# Ричардс, Чарли
Ча́рльз Ге́нри Ри́чардс (англ. Charles Henry Richards; 9 августа 1875 — 27 апреля 1911), также известный как Ча́рли Ри́чардс (англ. Charly Richards) — английский футболист, нападающий.

## Клубная карьера
Чарли стал шестым ребёнком в семье Джона и Шарлотты Ричардс, проживавших в городе Бертон-апон-Трент, Стаффордшир. Его отец был пивоваром. Согласно переписи 1891 года, Чарли тоже работал пивоваром. Футбольную карьеру начал в дербиширском клубе «Грезли Роверс», после чего выступал за «Ньюстед Байрон». В июле 1894 года перешёл в «Ноттс Каунти». В 1896 году стал игроком другого ноттингемского клуба, «Ноттингем Форест», за который провёл 84 матча и забил 26 мячей. Помог «Ноттингему» выиграть Кубок Англии в сезоне 1897/98, сыграв в финале против «Дерби Каунти».
В декабре 1898 года Чарли стал игроком «Гримсби Таун». Провёл в команде три сезона, сыграв за неё 85 матчей и забив 44 мяча. В сезоне 1900/01 помог «Грисмби Таун» выиграть Второй дивизион и выйти в Первый дивизион.
В июне 1901 года перешёл в клуб «Лестер Фосс». Провёл в команде один сезон, сыграв 26 матчей и забив 1 мяч.
В августе 1902 года стал игроком «Манчестер Юнайтед». В том году клуб был спасён от банкротства и сменил название с «Ньютон Хит» на «Манчестер Юнайтед». Ричард дебютировал за клуб 6 сентября 1902 года в матче против «Гейнсборо Тринити» — это был первый официальный матч «Манчестер Юнайтед» с его новым названием — забив в этом матче единственный гол. Таким образом, Чарли Ричардс стал автором первого гола «Манчестер Юнайтед» в истории. Всего в сезоне 1902/03 Ричардс провёл за клуб 11 официальных матчей и забил 2 мяча (кроме гола в дебютном матче он также отметился забитым мячом в ворота «Аккрингтон Стэнли» в Кубке Англии).
В марте 1903 года Ричардс перешёл в «Донкастер Роверс», где провёл остаток сезона 1902/03, сыграв в 7 матчах, после чего завершил карьеру игрока.

## Национальная сборная
Чарли Ричардс провёл один матч за национальную сборную Англии 5 марта 1898 года, когда англичане на выезде обыграли сборную Ирландии со счётом 3:2 в рамках Домашнего чемпионата.

## После завершения карьеры
После завершения футбольной карьеры работал забойщиком в каменноугольной шахте Рэдфорда в Ноттингеме. Чарли жил в Ноттингеме со своей женой Энни, дочерью Марбел и сыном Лесли; четверо их других детей «трагически погибли» в раннем возрасте.
Умер 27 апреля 1911 года в своём доме на Кеннингтон-роуд, 83 в Рэдфорде, Ноттингем, в возрасте 35 лет от сердечной недостаточности.

## Достижения
Ноттингем Форест
- Обладатель Кубка Англии: 1898

Гримсби Таун
- Чемпион Второго дивизиона: 1900/01

Сборная Англии
- Победитель Домашнего чемпионата Британии: 1898